# Adice
Adice (en serbe cyrillique : Адице) est un quartier de Novi Sad, la capitale de la province autonome de Voïvodine, en Serbie.

## Localisation

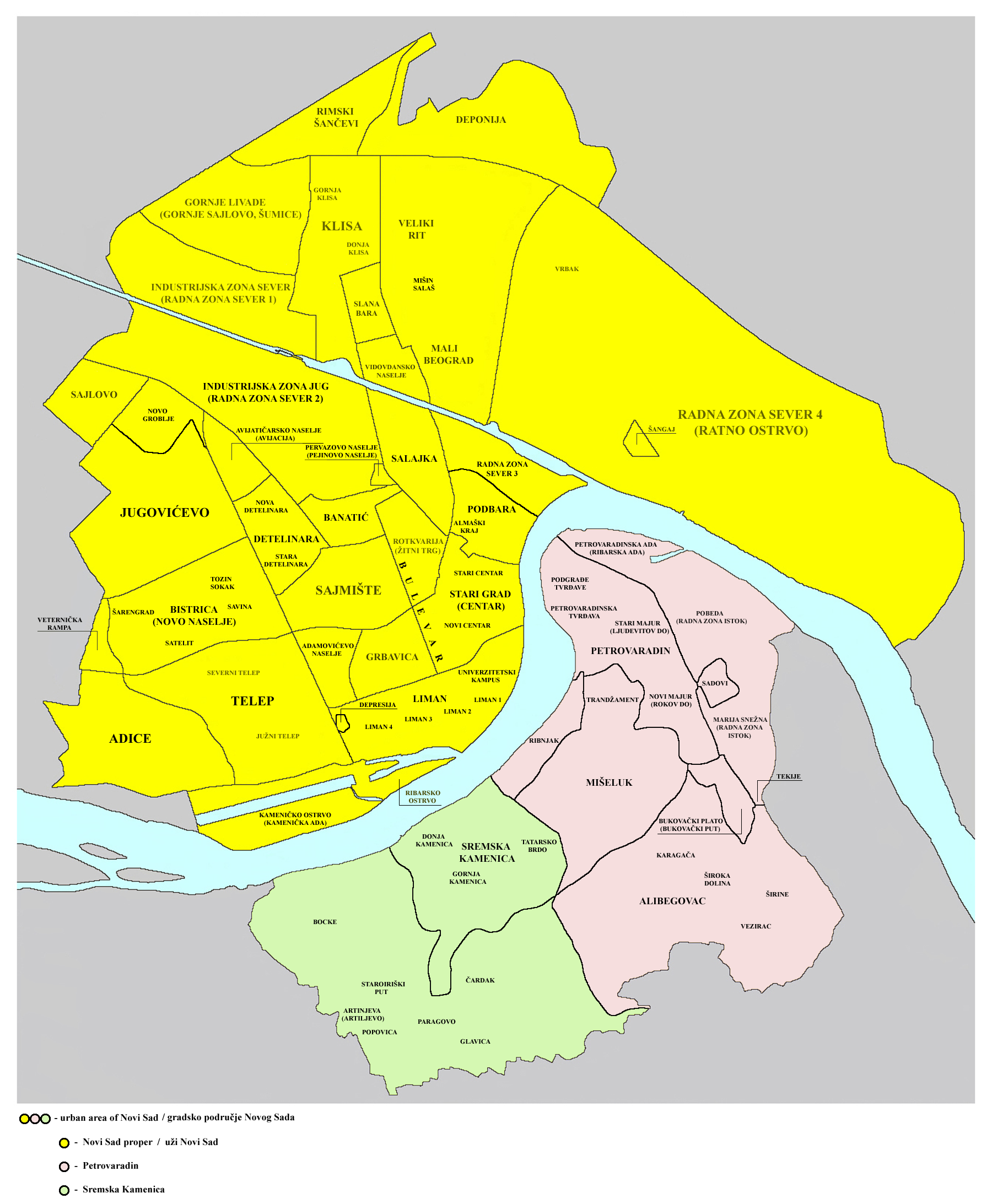
Plan de la zone urbaine de Novi Sad

Adice se trouve dans la périphérie de Novi Sad, à l'extrémité ouest de la zone urbaine de la ville. Le quartier est délimité par la rue Podunavska au sud, par le Novosadski put au nord, par la rue Šumska à l'est, tandis qu'elle se trouve à la limite de la zone urbaine de Novi Sad à l'ouest.
Le quartier est ainsi entouré par ceux de Telep à l'est, de Veternička rampa au nord, de Kameničko ostrvo et de Kamenjar au sud et par la localité de Veternik à l'ouest.
Sur le plan administratif, Adice fait partie de la communauté locale du même nom qui englobe aussi la partie occidentale de Kameničko ostrvo.

## Économie, tourisme et sport
L'activité économique se concentre dans la partie la plus septentrionale du quartier, le long du Novosadski put, où l'on trouve la plupart des commerces.
Dans la rue principale d'Adice se trouve le restaurant Lupus et l'hôtel Braća Drinić. Au centre du quartier se trouve le centre sportif Volej et, à l'ouest, le club de squash Adut et des courts de tennis.
Chaque année, à Adice, a lieu un événement multimédia à caractère humanitaire appelé les « Nuits du Danube d'Adice » (Dunavske noći Adica).